# Colegio Cervantes (Madrid)

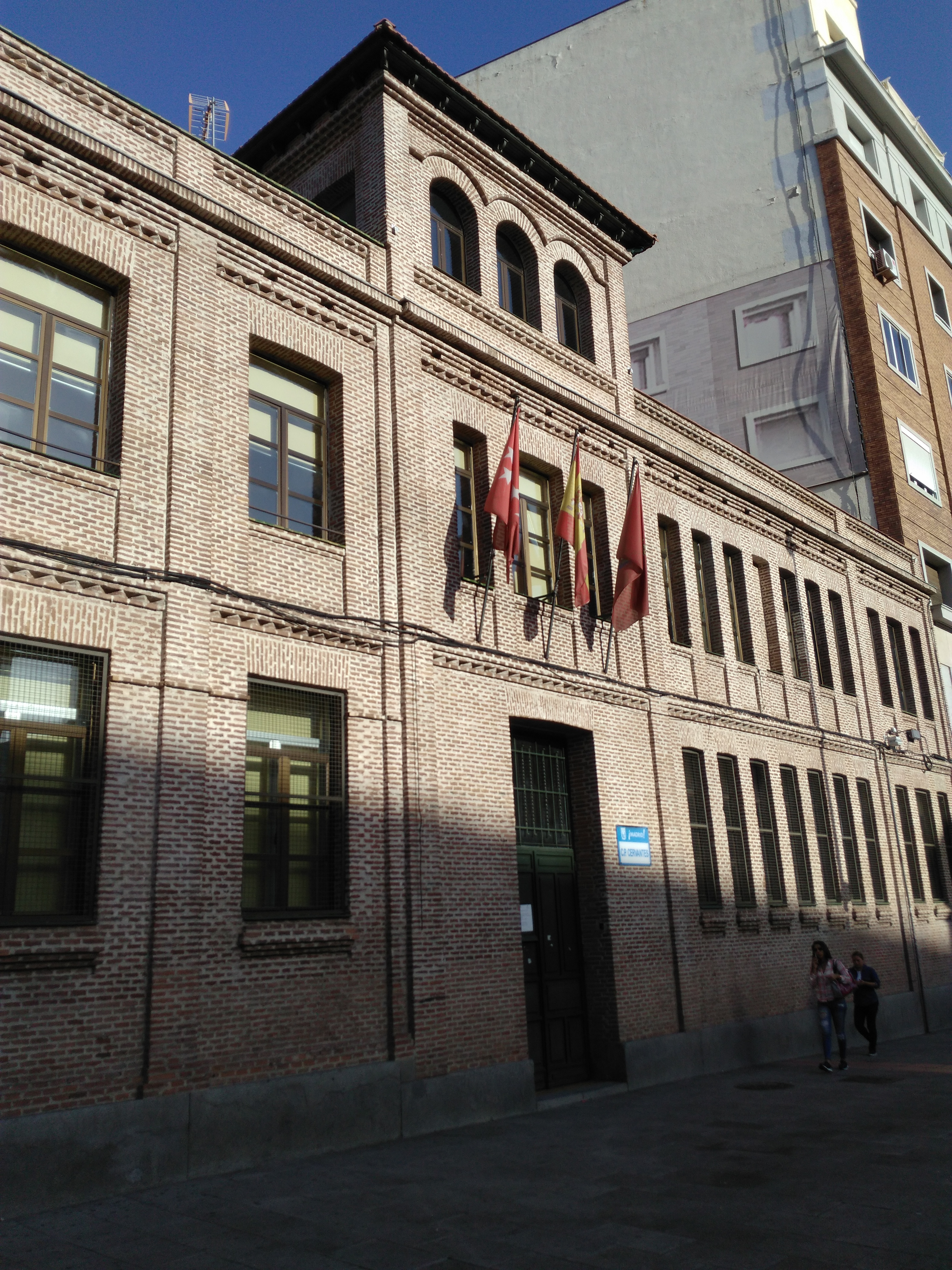
Vista de la fachada.

El Colegio Cervantes, renombrado CEIP Cervantes es un centro de Educación Inicial y Primaria de Madrid, incluido en la lista del Patrimonio Histórico Artístico de esa capital española, y situado en la calle de Santa Engracia con vuelta a la de Raimundo Fernández Villaverde, número 4. Fue diseñado en 1910 por el arquitecto Flórez Urdapilleta, y en el inicio del siglo xxi alberga, además del CEIP, el Centro Juvenil Chamberí y la Biblioteca Pública Ruiz Egea.

## Arquitectura
Las obras, a partir del diseño neomudéjar de Antonio Flórez Urdapilleta dieron comienzo en 1911 y concluyeron en 1914, aunque el colegio no se inauguraría hasta 1918. El modelo resulta muy similar a los edificios de la Residencia de Estudiantes, en los que intervino Flórez, y a otros grupos escolares de Madrid, como el Jaime Vera y el Menéndez Pelayo, característicos por la utilización del ladrillo en las fachadas.
Como muestra el plano del conjunto arquitectónico, conservado en el Colegio Oficial de Arquitectos de Madrid (COAM), Flórez aprovechó el terreno en forma de cuña para realizar las dos fachadas a las calles adyacentes. El edificio consta de dos plantas, un gran patio central, una terraza con «solarium» y una pequeña piscina en la terraza. Las aulas son espaciosas, con grandes ventanales y dotadas con armarios para los alumnos. Un pasillo o galería recorre todo el edificio y permite el acceso a las aulas y dependencias. En la parte frontal están los talleres (encuadernación y repujado), laboratorio, comedor y cocinas.  El tejado se completa rematado con dos pequeñas torres, típicas de la arquitectura de Flórez. El edificio se adaptaba a las directrices pedagógicas de la Institución Libre de Enseñanza, en materia de modernidad y espacios de tipo higienista para los alumnos del siglo XX que entonces comenzaba. Hay que destacar que el edificio se construyó con un presupuesto de 165.000 pts, cantidad exigua ya en aquella época, por lo cual en sus primeros tiempos, adoleció de una serie de problemas estructurales que no se resolvieron satisfactoriamente hasta 1.934, lo cual no impidió su utilización con alto rendimiento y la implantación de los métodos educativos de la ILE.

## Historia
Las ideas pedagógicas de la ILE sugirieron al Ministerio de Instrucción Pública, la financiación y construcción del colegio Cervantes. Se designó como primer director del centro a Ángel Llorca que contó con un importante claustro de profesorado desde el curso 1918-1919 (entre ellos: Manuel Alonso Zapata, Justa Freire, Elisa López Velasco y Trinidad Arche).
El método pedagógico de Llorca se basaba en unas fichas muy detalladas de cada una de las materias, que entrega a los profesores para su desarrollo. Las clases se completaban con diversos talleres (encuadernación, repujado, imprenta, mecanografía-taquigrafía o dibujo). Posteriormente se darían clases de idioma francés. Varios maestros del centro, asistieron pensionados por la JAE a cursos en el extranjero con el fin de conocer los métodos pedagógicos más avanzados de Europa y adaptarlos en el colegio. Fueron innovadoras la atención al cuidado físico y la higiene, incluyendo clases de natación en la piscina del centro, las proyecciones cinematográficas –en las que a veces podían participar familiares de alumnos– y el comedor escolar gratuito.
Alumnos y familiares tenían entrada libre al colegio durante horas no lectivas para poder utilizar sus instalaciones y biblioteca. 
En el curso 1936-37, Ángel Llorca puso en marcha las Colonias Escolares en Valencia, dejando al Cervantes como residencia infantil. En el 1937 el colegio cerró a causa de la Guerra Civil . Únicamente se utilizó como Universidad Popular, para poder dar clases de cultura general a adultos.
De (1939-75)
Concluida la contienda, Ángel Llorca fue cesado como director y casi todo su claustro expedientado y depurado.
Como la estructura del edificio no había sufrido daños durante la guerra, el colegio comenzó a funcionar de nuevo en el curso 1939-40, pero dividido ahora en sector femenino (planta baja) y sector masculino (planta primera). Los respectivos directores de esta primera época franquista fueron Concha y Vicente Ruíz-Elena. El nuevo espíritu docente recuperó con especial énfasis asignaturas como la Religión y la Formación del Espíritu Nacional.
El centro educativo se adaptó a las reformas educativas de Ruiz Giménez y Villar Palasí.

### A partir de 1975

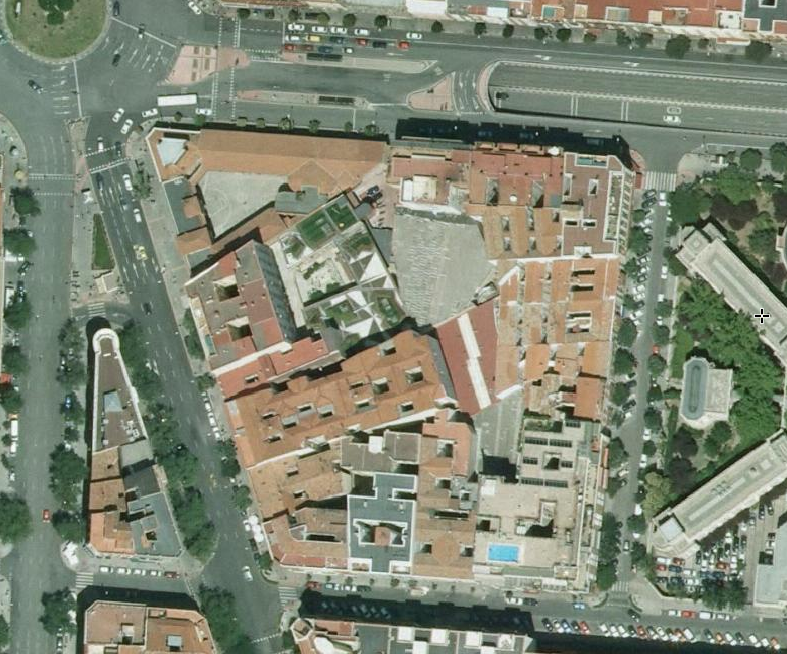
Manzana donde se ubica el colegio, 2014. PNOA cedido por © Instituto Geográfico Nacional.

Al instaurarse la democracia, Ana María Cachero se hizo cargo de la dirección y se realizaron las trasformaciones precisas para adaptar los nuevos modelos educativos. Probablemente la profesora que más cursos permaneció en el Centro fue Trinidad Arche (Desde 1.934 a 1.978).
También se habilitó un pequeño museo que recoge piezas de los antiguos talleres, las prensas de la imprenta y un conjunto de libros de la primera época. La Fundación "Ángel Llorca" posee, además, un amplio fondo documental proveniente de la documentación privada de Ángel Llorca y Justa Freire donada por sus herederos.